# FA Cup de 2010–11
A FA Cup da temporada 2010-11 foi a 130ª edição da competição mais antiga do futebol mundial.Um total de 806 clubes se inscreveram, dos quais 759 foram aceitos, uma ligeira queda em comparação com os 762 clubes aceitaram na competição 2009-10.
A competição teve início em 14 agosto de 2010 com a rodada extra preliminar e foi concluído em 14 de maio de 2011 com a final, realizada no estádio de Wembley.
Os vencedores do torneio foram o Manchester City, que derrotou o Stoke City na final com Yaya Touré, marcando o único gol da partida no minuto 74. Os vencedores da FA Cup normalmente tem direito a uma vaga na próxima edição da UEFA Europa League, a menos que já se tenha se classificado para o torneio ou para a UEFA Champions League. Como o Manchester City se classificou para a UEFA Champions League 2011-12, através da Premier League, Stoke foi qualificado para a UEFA Europa League 2011-12 como vice-campeão.

## Sistema de disputa
É disputado em um sistema eliminatório simples ("mata-mata"), com todos os times em chaves de dois, decididos em uma partida. Em caso de empate, será realizada uma partida extra de desempate;(exceto na semifinal e final).
Persistindo o empate, a decisão acontecerá atráves da prorrogação. Se continuar o empate, a decisão acontecerá atráves de disputa por pênaltis.

## Times
| Round                  | Times | Clubes envolvidos | Vencedores da fase anterior | Novos entrantes na fase | Ligas entrantes na fase |
| ---------------------- | ----- | ----------------- | --------------------------- | ----------------------- | --- |
| Fase extra preliminar  | 759   | 402               | nenhum                      | 402                     | Níveis 9 e 10 na pirâmide do futebol inglês. |
| Fase preliminar        | 558   | 332               | 201                         | 131                     | Northern Premier League Division One North Northern Premier League Division One South Southern Football League Division One Central Southern Football League Division One South & West Isthmian League Division One North Isthmian League Division One South |
| 1ª Fase qualificatória | 392   | 232               | 166                         | 66                      | Northern Premier League Premier Division Southern Football League Premier Division Isthmian League Premier Division |
| 2ª Fase qualificatória | 276   | 160               | 116                         | 44                      | Conference North Conference South |
| 3ª Fase qualificatória | 196   | 80                | 80                          | nenhum                  | nenhum |
| 4ª Fase qualificatória | 156   | 64                | 40                          | 24                      | Conference National |
| 1ª Fase                | 124   | 80                | 32                          | 48                      | Football League One Football League Two |
| 2ª Fase                | 84    | 40                | 40                          | nenhum                  | nenhum |
| 3ª Fase                | 64    | 64                | 20                          | 44                      | Premier League Football League Championship |
| 4ª Fase                | 32    | 32                | 32                          | nenhum                  | nenhum |
| 5ª Fase                | 16    | 16                | 16                          | nenhum                  | nenhum |
| 6ª Fase                | 8     | 8                 | 8                           | nenhum                  | nenhum |
| Semi-Finais            | 4     | 4                 | 4                           | nenhum                  | nenhum |
| Final                  | 2     | 2                 | 2                           | nenhum                  | nenhum |

## Calendário[2]
| Fase                   | Data principal    | Número de jogos | Clubes    | Novos entrantes  | Prêmio                                  | Jogador destaque                        |
| ---------------------- | ----------------- | --------------- | --------- | ---------------- | --------------------------------------- | --------------------------------------- |
| Fase extra preliminar  | 14 Agosto 2010    | 201             | 759 → 558 | 402: 358th–759th | £750                                    | n/a                                     |
| Fase preliminar        | 28 Agosto 2010    | 166             | 558 → 392 | 131: 227th–357th | £1,500                                  | n/a                                     |
| 1ª Fase qualificatória | 11 Setembro 2010  | 116             | 392 → 276 | 66: 161st–226th  | £3,000                                  | Sam Styles (Oxhey Jets)                 |
| 2ª Fase qualificatória | 25 Setembro 2010  | 80              | 276 → 196 | 44: 117th–160th  | £4,500                                  | Sam Higgins (Chelmsford City)           |
| 3ª Fase qualificatória | 9 Outubro 2010    | 40              | 196 → 156 | nenhum           | £7,500                                  | Justin Marsden (Nuneaton Town)          |
| 4ª Fase qualificatória | 23 Outubro 2010   | 32              | 156 → 124 | 24: 93rd–116th   | £12,500                                 | Amari Morgan-Smith (Luton Town)         |
| 1ª Fase                | 6 Novembro 2010   | 40              | 124 → 84  | 48: 45th–92nd    | £18,000                                 | Jake Cottrell (FC United of Manchester) |
| 2ª Fase                | 27 Novembro 2010  | 20              | 84 → 64   | nenhum           | £27,000                                 | Sam Ashton (FC United of Manchester)    |
| 3ª Fase                | 8 Janeiro 2011    | 32              | 64 → 32   | 44: 1st–44th     | £67,500                                 | Kasper Schmeichel (Leeds United)        |
| 4ª Fase                | 29 Janeiro 2011   | 16              | 32 → 16   | nenhum           | £90,000                                 | Neal Bishop (Notts County)              |
| 5ª Fase                | 19 Fevereiro 2011 | 8               | 16 → 8    | nenhum           | £180,000                                | Matthew Mills (Reading F.C.)            |
| Sixth round proper     | 12–13 Março 2011  | 4               | 8 → 4     | nenhum           | £360,000                                | Kevin Davies (Bolton Wanderers F.C.)    |
| Semi-Finals            | 16–17 Abril 2011  | 2               | 4 → 2     | nenhum           | vencedores £900,000 runners-up £450,000 | Joe Hart (Manchester City)              |
| Final                  | 14 Maio 2011      | 1               | 2 → 1     | nenhum           | vencedor £1,800,000 vice £900,000       | Mario Balotelli (Manchester City)       |

## 1ª Fase
| 6 Novembro 2010 | Colchester United                              | 4 – 3       | Bradford City               | Colchester Community Stadium            |  |
| 15:00 GMT       | Bond 7' · Mooney 20 ', 64' (pen.) · Wilson 54' | (Relatório) | Hanson 8 ', 79' · Syers 32' | Público: 2,736 Árbitro: Iain Williamson |  |

| 6 Novembro 2010 | Corby Town | 1 – 1       | Luton Town       | Rockingham Triangle               |  |
| 15:00 GMT       | Mackey 14' | (Relatório) | Barnes-Homer 83' | Público: 2,000 Árbitro: Andy Penn |  |

| 17 Novembro 2010 Replay | Luton Town                                      | 4 – 2       | Corby Town                         | Kenilworth Road                         |  |
| 19:45 GMT               | Barnes-Homer 5' · Atieno 29 ', 62' · Gnakpa 81' | (Relatório) | Walker 84' · Hope 86' · Jarman 25' | Público: 3,050 Árbitro: Chris Sarginson |  |

| 6 Novembro 2010 | Harrow Borough | 0 – 2       | Chesterfield             | Earlsmead Stadium                    |  |
| 14:00 GMT       |                | (Relatório) | Boden 74' · Davies 90+3' | Público: 2,500 Árbitro: Andy Woolmer |  |

| 6 Novembro 2010 | Notts County                    | 2 – 0       | Gateshead | Meadow Lane                           |  |
| 15:00 GMT       | Davies 22' (pen.) · Rodgers 83' | (Relatório) |           | Público: 3,235 Árbitro: Wayne Barratt |  |

| 6 Novembro 2010 | Stevenage | 0 – 0       | Milton Keynes Dons | Broadhall Way                        |  |
| 15:00 GMT       |           | (Relatório) |                    | Público: 2,956 Árbitro: Robert Lewis |  |

| 16 Novembro 2010 Replay                                                   | Milton Keynes Dons | 1 – 1 (a.e.t.) (6 – 7 pen.)                                | Stevenage     | Stadium:mk                         |  |
| 19:45 GMT                                                                 | Guy 49'            | (Relatório)                                                | Charles 90+5' | Público: 3,977 Árbitro: Gavin Ward |  |
|                                                                           |                    | Penalidades                                                |               |                                    |  |
| Baldock Gleeson Carrington MacKenzie Leven O'Hanlon Lewington Kouo-Doumbé |                    | Griffin Laird Mousinho Charles Long Odubade Roberts Wilson |               |                                    |  |

| 7 Novembro 2010 | Southport                | 2 – 5       | Sheffield Wednesday                                     | Haig Avenue                          |  |
| 12:00 GMT       | Barratt 52' · McGinn 58' | (Relatório) | Teale 11' · Mellor 54' · Morrison 61 ', 62' · Spurr 64' | Público: 4,490 Árbitro: Carl Boyeson |  |

| 6 Novembro 2010 | Rotherham United | 0 – 0       | York City | Don Valley Stadium                 |  |
| 15:00 GMT       |                  | (Relatório) |           | Público: 3,227 Árbitro: Karl Evans |  |

| 17 Novembro 2010 Replay | York City                           | 3 – 0       | Rotherham United | Bootham Crescent                    |  |
| 19:45 GMT               | Smith 66' · Rankine 71' (pen.), 79' | (Relatório) |                  | Público: 2,644 Árbitro: David Coote |  |

| 6 Novembro 2010 | Havant & Waterlooville | 0 – 2       | Droylsden                    | West Leigh Park                       |  |
| 15:00 GMT       |                        | (Relatório) | Hardiker 57' · Kilheeney 89' | Público: 1,102 Árbitro: Kevin Johnson |  |

| 6 Novembro 2010 | Bury                 | 2 – 0       | Exeter City | Gigg Lane                               |  |
| 15:00 GMT       | Sodje 28' · Lees 53' | (Relatório) |             | Público: 2,359 Árbitro: Oliver Langford |  |

| 6 Novembro 2010 | Cheltenham Town | 1 – 0       | Morecambe | Whaddon Road                         |  |
| 15:00 GMT       | Thomas 80'      | (Relatório) |           | Público: 2,066 Árbitro: Craig Pawson |  |

| 6 Novembro 2010 | Hayes & Yeading United | 1 – 2       | Wycombe Wanderers            | Church Road                           |  |
| 15:00 GMT       | Holmes 70'             | (Relatório) | Beavon 61' · Ainsworth 90+5' | Público: 1,426 Árbitro: Dave Phillips |  |

| 6 Novembro 2010 | Dagenham & Redbridge | 1 – 1       | Leyton Orient | Victoria Road                         |  |
| 15:00 GMT       | Green 45+2'          | (Relatório) | Revell 45'    | Público: 3,378 Árbitro: Steve Rushton |  |

| 16 Novembro 2010 Replay | Leyton Orient                  | 3 – 2       | Dagenham & Redbridge         | Brisbane Road                        |  |
| 19:45 GMT               | McGleish 2 ', 76' · Revell 24' | (Relatório) | Green 67' (pen.) · Taiwo 68' | Público: 2,901 Árbitro: Simon Hooper |  |

| 6 Novembro 2010 | AFC Wimbledon | 0 – 0       | Ebbsfleet United | Kingsmeadow                         |  |
| 15:00 GMT       | Jolley 37'    | (Relatório) | Carew 42'        | Público: 3,219 Árbitro: Andy Davies |  |

| 18 Novembro 2010 Replay | Ebbsfleet United      | 2 – 3 (a.e.t.) | AFC Wimbledon                     | Stonebridge Road                   |  |
| 19:45 GMT               | Carew 12' (pen.), 18' | (Relatório)    | Nwokeji 9' · Moore 90+4 ', 120+1' | Público: 2,306 Árbitro: Keith Hill |  |

| 6 Novembro 2010 | Lincoln City             | 1 – 0       | Nuneaton Town | Sincil Bank                        |  |
| 15:00 GMT       | Jarrett 90' · Keltie 44' | (Relatório) |               | Público: 3,084 Árbitro: Carl Berry |  |

| 6 Novembro 2010 | Mansfield Town | 0 – 1       | Torquay United | Field Mill                             |  |
| 15:00 GMT       |                | (Relatório) | Benyon 87'     | Público: 2,179 Árbitro: Michael Naylor |  |

| 6 Novembro 2010 | Hereford United                                           | 5 – 1       | Hythe Town        | Edgar Street                        |  |
| 15:00 GMT       | Rose 8' · Purdie 21' · Manset 39 ', 44' · Fleetwood 90+3' | (Relatório) | Mickelborough 26' | Público: 2,217 Árbitro: Andy D'Urso |  |

| 6 Novembro 2010 | AFC Bournemouth                              | 5 – 3       | Tranmere Rovers                                 | Dean Court                             |  |
| 15:00 GMT       | McQuoid 1 ', 4 ', 57' · Pugh 7' · Feeney 61' | (Relatório) | Cresswell 27' · Goodison 42' · Thomas-Moore 53' | Público: 3,951 Árbitro: Brendan Malone |  |

| 6 Novembro 2010 | Chelmsford City                                    | 3 – 2       | Hendon                | Melbourne Stadium                    |  |
| 15:00 GMT       | Higgins 8' · Bricknell 28' · Cook 68' · Pullen 41' | (Relatório) | Busby 43' (pen.), 80' | Público: 1,685 Árbitro: Andy Hendley |  |

| 6 Novembro 2010 | Swindon Supermarine     | 2 – 1       | Eastwood Town | Webbs Wood Stadium                   |  |
| 15:00 GMT       | Holgate 16' · Wells 27' | (Relatório) | Stevenson 47' | Público: 2,603 Árbitro: John Hopkins |  |

| 6 Novembro 2010 | Rushden & Diamonds | 0 – 1       | Yeovil Town  | Nene Park                          |  |
| 15:00 GMT       |                    | (Relatório) | Williams 83' | Público: 1,666 Árbitro: Mark Brown |  |

| 6 Novembro 2010 | Southampton                    | 2 – 0       | Shrewsbury Town | St Mary's Stadium                     |  |
| 15:00 GMT       | Connolly 90+2' · Lallana 90+2' | (Relatório) |                 | Público: 10,410 Árbitro: Grant Hegley |  |

| 6 Novembro 2010 | Cambridge United | 0 – 0       | Huddersfield Town | Abbey Stadium                        |  |
| 17:30 GMT       |                  | (Relatório) |                   | Público: 3,127 Árbitro: Paul Tierney |  |

| 16 Novembro 2010 Replay | Huddersfield Town             | 2 – 1       | Cambridge United | Galpharm Stadium                         |  |
| 19:45 GMT               | Peltier 90+1' · Roberts 90+4' | (Relatório) | McAuley 53'      | Público: 3,766 Árbitro: Graham Salisbury |  |

| 7 Novembro 2010 | Burton Albion | 1 – 0       | Oxford United | Pirelli Stadium                      |  |
| 15:00 GMT       | Webster 85'   | (Relatório) |               | Público: 2,483 Árbitro: Garry Sutton |  |

| 6 Novembro 2010 | Gillingham | 0 – 2       | Dover Athletic             | Priestfield Stadium                    |  |
| 15:00 GMT       | Nutter 70' | (Relatório) | Birchall 18' · I'Anson 28' | Público: 7,475 Árbitro: Darren Deadman |  |

| 6 Novembro 2010 | Tamworth                | 2 – 1       | Crewe Alexandra | The Lamb Ground                      |  |
| 15:00 GMT       | Rodman 11' · Thomas 55' | (Relatório) | Westwood 88'    | Público: 1,776 Árbitro: Graham Scott |  |

| 6 Novembro 2010 | Darlington             | 2 – 1       | Bristol Rovers | The Darlington Arena               |  |
| 15:00 GMT       | Brough 14' · Smith 57' | (Relatório) | Hoskins 17'    | Público: 1,602 Árbitro: Jock Waugh |  |

| 6 Novembro 2010 | Guiseley | 0 – 5       | Crawley Town                                                 | Nethermoor Park                      |  |
| 15:00 GMT       |          | (Relatório) | Tubbs 15' · Neilson 36' · Hall 56' · Brodie 72' · Torres 75' | Público: 1,609 Árbitro: Peter Bankes |  |

| 6 Novembro 2010 | Brighton & Hove Albion | 0 – 0       | Woking | Withdean Stadium                     |  |
| 15:00 GMT       |                        | (Relatório) |        | Público: 5,868 Árbitro: Mick Russell |  |

| 16 Novembro 2010 Replay        | Woking                           | 2 – 2 (a.e.t.) (0 – 3 pen.)   | Brighton & Hove Albion                      | Kingfield Stadium                  |  |
| 19:45 GMT                      | Greer 72' (o.g.) · Sogbanmu 103' | (Relatório)                   | Sparrow 57' · Bennett 105' · Taricco 105+3' | Público: 4,193 Árbitro: Roger East |  |
|                                |                                  | Penalidades                   |                                             |                                    |  |
| Sogbanmu Faulconbridge Hammond |                                  | Murray Sparrow Battipiedi Baz |                                             |                                    |  |

| 6 Novembro 2010 | Macclesfield Town     | 2 – 2       | Southend United              | Moss Rose                             |  |
| 15:00 GMT       | Daniel 8' · Brown 47' | (Relatório) | German 33' (pen.) · Corr 76' | Público: 1,582 Árbitro: Robert Madley |  |

| 16 Novembro 2010 Replay   | Southend United           | 2 – 2 (a.e.t.) (3 – 5 pen.)           | Macclesfield Town         | Roots Hall                              |  |
| 19:45 GMT                 | Simpson 87' · Corr 105+1' | (Relatório)                           | Sinclair 61' · Nsiala 99' | Público: 2,194 Árbitro: Dean Whitestone |  |
|                           |                           | Penalidades                           |                           |                                         |  |
| German Corr Clohessy Hall |                           | Chalmers Barnett Bencherif Reid Brown |                           |                                         |  |

| 5 Novembro 2010 | Rochdale                | 2 – 3       | FC United of Manchester                 | Spotland Stadium                         |  |
| 19:45 GMT       | Elding 53' · Dawson 78' | (Relatório) | Platt 42' · Cottrell 49' · Norton 90+4' | Público: 7,048 Árbitro: Geoff Eltringham |  |

| 6 Novembro 2010 | Carlisle United                             | 6 – 0       | Tipton Town | Brunton Park                        |  |
| 15:00 GMT       | Zoko 5 ', 19' · Madine 9 ', 12 ', 41 ', 82' | (Relatório) |             | Público: 4,241 Árbitro: Andy Madley |  |

| 6 Novembro 2010 | Dartford      | 1 – 1       | Port Vale   | Princes Park                       |  |
| 15:00 GMT       | Bradbrook 39' | (Relatório) | McCombe 84' | Público: 3,679 Árbitro: Phil Gibbs |  |

| 16 Novembro 2010 Replay | Port Vale                                                | 4 – 0       | Dartford | Vale Park                            |  |
| 19:45 GMT               | M. Richards 17' (pen.), 26' · Rigg 57' · J. Richards 72' | (Relatório) |          | Público: 3,590 Árbitro: Mark Haywood |  |

| 6 Novembro 2010 | Forest Green Rovers | 0 – 3       | Northampton Town                      | The New Lawn                            |  |
| 15:00 GMT       |                     | (Relatório) | Johnson 30' · Guinan 40' · Jacobs 76' | Público: 1,479 Árbitro: James Linington |  |

| 6 Novembro 2010 | Fleetwood Town | 1 – 1       | Walsall                    | Highbury Stadium                    |  |
| 15:00 GMT       | Mullan 50'     | (Relatório) | Richards 4' · McGivern 40' | Público: 2,319 Árbitro: Peter Quinn |  |

| 16 Novembro 2010 Replay | Walsall          | 2 – 0       | Fleetwood Town | Bescot Stadium                        |  |
| 19:45 GMT               | Reid 58 ', 90+3' | (Relatório) |                | Público: 2,056 Árbitro: Russell Booth |  |

| 6 Novembro 2010 | Barnet | 0 – 0       | Charlton Athletic | Underhill Stadium                       |  |
| 15:00 GMT       |        | (Relatório) |                   | Público: 2,684 Árbitro: Darren Drysdale |  |

| 16 Novembro 2010 Replay | Charlton Athletic | 1 – 0       | Barnet | The Valley                           |  |
| 19:45 GMT               | Reid 18'          | (Relatório) |        | Público: 4,803 Árbitro: Kevin Wright |  |

| 6 Novembro 2010 | Plymouth Argyle | 0 – 4       | Swindon Town                                           | Home Park                                |  |
| 15:00 GMT       | Parrett 45+2'   | (Relatório) | Morrison 23' · Austin 41' · Péricard 52' · Ritchie 69' | Público: 5,226 Árbitro: Darren Sheldrake |  |

| 6 Novembro 2010 | Accrington Stanley            | 3 – 2       | Oldham Athletic                  | Crown Ground                       |  |
| 15:00 GMT       | Putterill 8 ', 52' · Ryan 36' | (Relatório) | Feeney 69' · Stephens 75' (pen.) | Público: 2,275 Árbitro: David Webb |  |

| 6 Novembro 2010 | Hartlepool United | 0 – 0       | Vauxhall Motors | Victoria Park                        |  |
| 15:00 GMT       | Humphreys 87'     | (Relatório) |                 | Público: 2,381 Árbitro: Steve Martin |  |

| 16 Novembro 2010 Replay | Vauxhall Motors | 0 – 1       | Hartlepool United | Rivacre Park                          |  |
| 19:45 GMT               |                 | (Relatório) | Brown 70'         | Público: 2,406 Árbitro: Trevor Kettle |  |

| 6 Novembro 2010 | Stockport County | 1 – 1       | Peterborough United | Edgeley Park                        |  |
| 15:00 GMT       | Griffin 20'      | (Relatório) | McLean 28'          | Público: 2,001 Árbitro: Andy Haines |  |

| 16 Novembro 2010 Replay | Peterborough United                                          | 4 – 1       | Stockport County | London Road Stadium                    |  |
| 19:45 GMT               | Langmead 27' · Mackail-Smith 47' · Tomlin 56' · McLean 90+4' | (Relatório) | Tansey 72'       | Público: 2,312 Árbitro: Stuart Attwell |  |

| 6 Novembro 2010 | Brentford     | 1 – 1       | Aldershot Town | Griffin Park                          |  |
| 15:00 GMT       | MacDonald 20' | (Relatório) | Small 13'      | Público: 4,090 Árbitro: Russell Booth |  |

| 16 Novembro 2010 Replay | Aldershot Town | 1 – 0       | Brentford | Recreation Ground                  |  |
| 19:45 GMT               | Small 8'       | (Relatório) |           | Público: 3,627 Árbitro: Pat Miller |  |

## 2ª Fase
| 27 Novembro 2010 | Sheffield Wednesday                          | 3 – 2       | Northampton Town           | Hillsborough Stadium                 |  |
| 15:00 GMT        | Beevers 6' · Miller 37' (pen.), 90+2' (pen.) | (Relatório) | McKay 56' · Thornton 90+4' | Público: 8,932 Árbitro: David Foster |  |

| 27 Novembro 2010 | Burton Albion                             | 3 – 1       | Chesterfield | Pirelli Stadium                    |  |
| 15:00 GMT        | Webster 11' · Maghoma 22' · Collins 90+4' | (Relatório) | Bowery 90+1' | Público: 3,881 Árbitro: Mark Brown |  |

| 27 Novembro 2010 | Huddersfield Town                                                               | 6 – 0       | Macclesfield Town | Galpharm Stadium                     |  |
| 15:00 GMT        | Rhodes 19' · Pilkington 35' · Afobe 45+1' · McCombe 49' · Kay 53' · Roberts 73' | (Relatório) |                   | Público: 4,924 Árbitro: Carl Boyeson |  |

| 27 Novembro 2010 | AFC Wimbledon | 0 – 2       | Stevenage                | Kingsmeadow                          |  |
| 12:50 GMT        | Harris 83'    | (Relatório) | Walker 24' · Odubade 81' | Público: 3,633 Árbitro: Keith Stroud |  |

| 14 Dezembro 2010 | Hartlepool United                       | 4 – 2       | Yeovil Town                 | Victoria Park                         |  |
| 19:45 GMT        | Sweeney 35 ', 40 ', 59' · Humphreys 49' | (Relatório) | A. Williams 18' · Upson 31' | Público: 1,914 Árbitro: Robert Madley |  |

| 27 Novembro 2010 | Bury     | 1 – 2       | Peterborough United            | Gigg Lane                        |  |
| 15:00 GMT        | Lowe 51' | (Relatório) | Tomlin 13' · Mackail-Smith 38' | Público: 2,514 Árbitro: Jon Moss |  |

| 14 Dezembro 2010 | Notts County                                 | 3 – 1       | AFC Bournemouth | Meadow Lane                            |  |
| 19:45 GMT        | Pearce 18' · Hughes 35' · Cummings 45' (og.) | (Relatório) | Fletcher 84'    | Público: 2,881 Árbitro: Neil Swarbrick |  |

| 29 Novembro 2010 | Droylsden     | 1 – 1       | Leyton Orient | Butcher's Arms Ground                 |  |
| 19:45 GMT        | Kilheeney 24' | (Relatório) | McGleish 73'  | Público: 1,762 Árbitro: Colin Webster |  |

| 7 Dezembro 2010 Replay | Leyton Orient                                                                                                | 8 – 2 (a.e.t.) | Droylsden                                            | Brisbane Road                        |  |
| 19:45 GMT              | Chorley 77' (pen.) 79', 90' · Téhoué 89 ', 99 ', 107' · M'Poku 93' · McGleish 97 ', 108 ', 119' · Forbes 37' | (Relatório)    | Kilheeney 6' · Brown 54' · Kerr 84' · Roche 11', 94' | Público: 1,345 Árbitro: Graham Scott |  |

| 26 Novembro 2010 | Crawley Town | 1 – 1       | Swindon Town | Broadfield Stadium                     |  |
| 19:45 GMT        | Tubbs 76'    | (Relatório) | Austin 66'   | Público: 3,895 Árbitro: Rob Shoebridge |  |

| 7 Dezembro 2010 Replay | Swindon Town                              | 2 – 3 (a.e.t.) | Crawley Town                              | The County Ground                     |  |
| 19:45 GMT              | McGovern 18' · Austin 41' · Douglas 45+2' | (Relatório)    | B. Smith 16 ', 118' · P. Smith 69' (o.g.) | Público: 2,955 Árbitro: Phil Crossley |  |

| 27 Novembro 2010 | Brighton & Hove Albion | 1 – 1       | FC United of Manchester | Withdean Stadium                        |  |
| 15:00 GMT        | Taricco 83'            | (Relatório) | Platt 40' · McManus 70' | Público: 5,362 Árbitro: Dean Whitestone |  |

| 8 Dezembro 2010 Replay | FC United of Manchester | 0 – 4       | Brighton & Hove Albion                                   | Gigg Lane                              |  |
| 19:45 GMT              |                         | (Relatório) | Sandaza 25' · Calderón 45+3' · Bennett 86' · Sparrow 90' | Público: 6,900 Árbitro: Eddie Ilderton |  |

| 27 Novembro 2010 | Southampton                        | 3 – 0       | Cheltenham Town | St Mary's Stadium                      |  |
| 15:00 GMT        | Lallana 8' · Guly 50' · Gobern 87' | (Relatório) |                 | Público: 9,276 Árbitro: Stuart Attwell |  |

| 27 Novembro 2010 | Torquay United | 1 – 0       | Walsall | Plainmoor                              |  |
| 15:00 GMT        | Kee 41' (pen.) | (Relatório) |         | Público: 2,334 Árbitro: Danny McDermid |  |

| 27 Novembro 2010 | Charlton Athletic         | 2 – 2       | Luton Town      | The Valley                              |  |
| 15:00 GMT        | Anyinsah 6' · Jackson 34' | (Relatório) | Drury 30 ', 83' | Público: 8,682 Árbitro: Oliver Langford |  |

| 9 Dezembro 2010 Replay | Luton Town | 1 – 3       | Charlton Athletic                         | Kenilworth Road                      |  |
| 19:45 GMT              | Kroča 38'  | (Relatório) | Wagstaff 44' · Anyinsah 66' · Jackson 80' | Público: 5,914 Árbitro: Steve Tanner |  |

| 27 Novembro 2010 | Colchester United | 1 – 0       | Swindon Supermarine | Colchester Community Stadium          |  |
| 15:00 GMT        | Mooney 21'        | (Relatório) |                     | Público: 3,047 Árbitro: Dave Phillips |  |

| 27 Novembro 2010 | Hereford United                | 2 – 2       | Lincoln City             | Edgar Street                            |  |
| 15:00 GMT        | Purdie 23' · Manset 86' (pen.) | (Relatório) | Grimes 19' · Carayol 27' | Público: 1,803 Árbitro: Iain Williamson |  |

| 8 Janeiro 2011 Replay | Lincoln City                        | 3 – 4       | Hereford United                       | Sincil Bank                             |  |
| 15:00 GMT             | Clapham 6' · Facey 24' · Grimes 48' | (Relatório) | Manset 4 ', 72' · Fleetwood 36 ', 43' | Público: 1,794 Árbitro: Scott Mathieson |  |

| 26 Novembro 2010 | Port Vale      | 1 – 0       | Accrington Stanley | Vale Park                                |  |
| 19:45 GMT        | J.Richards 24' | (Relatório) |                    | Público: 4,016 Árbitro: Darren Sheldrake |  |

| 27 Novembro 2010 | Wycombe Wanderers              | 3 – 1       | Chelmsford City | Adams Park                           |  |
| 15:00 GMT        | Rendell 22 ', 73' · Beavon 84' | (Relatório) | Higgins 59'     | Público: 3,205 Árbitro: Robert Lewis |  |

| 27 Novembro 2010 | Carlisle United                     | 3 – 2       | Tamworth                  | Brunton Park                            |  |
| 15:00 GMT        | Madine 50' · Zoko 86' · Chester 90' | (Relatório) | Marshall 30' · Thomas 85' | Público: 3,599 Árbitro: Scott Mathieson |  |

| 27 Novembro 2010 | Dover Athletic            | 2 – 0       | Aldershot Town | Crabble Athletic Ground                |  |
| 15:00 GMT        | Birchall 54 ', 90' (pen.) | (Relatório) |                | Público: 4,123 Árbitro: Brendan Malone |  |

| 27 Novembro 2010 | Darlington | 0 – 2       | York City                    | The Darlington Arena                 |  |
| 15:00 GMT        |            | (Relatório) | Sangare 44' · Chambers 90+3' | Público: 2,500 Árbitro: Paul Tierney |  |

## 3ª Fase
| 8 Janeiro 2011 | Burnley                                                     | 4 – 2  | Port Vale           | Turf Moor                        |  |
| 15:00 GMT      | Carlisle 4' · Mears 21' · Eagles 50' · Alexander 76' (pen.) | Report | R. Taylor 15 ', 82' | Público: 9,442 Árbitro: Ilderton |  |

| 8 Janeiro 2011 | Coventry City            | 2 – 1  | Crystal Palace | Ricoh Arena                    |  |
| 15:00 GMT      | Eastwood 15' · Baker 17' | Report | Danns 81'      | Público: 8,162 Árbitro: Pawson |  |

| 8 Janeiro 2011 | Bristol City | 0 – 3  | Sheffield Wednesday                   | Ashton Gate Stadium                |  |
| 15:00 GMT      |              | Report | Teale 49' · Mellor 55' · Morrison 65' | Público: 11,378 Árbitro: Sheldrake |  |

| 8 Janeiro 2011 | Fulham                                                       | 6 – 2  | Peterborough United            | Craven Cottage                     |  |
| 15:00 GMT      | Kamara 32 ', 59 ', 76' · Etuhu 45' · Gera 66' · Greening 89' | Report | Tomlin 71' · McCann 86' (pen.) | Público: 15,936 Árbitro: Lee Mason |  |

| 8 Janeiro 2011 | Doncaster Rovers       | 2 – 2  | Wolverhampton Wanderers                     | Keepmoat Stadium               |  |
| 15:00 GMT      | Sharp 41' · Hayter 43' | Report | Milijaš 38' · Hunt 58' (pen.) · Elokobi 77' | Público: 8,616 Árbitro: Taylor |  |

| 18 Janeiro 2011 Replay | Wolverhampton Wanderers                                              | 5 – 0  | Doncaster Rovers | Molineux Stadium                |  |
| 19:45 GMT              | Fletcher 5' · Mujangi Bia 61' · Doyle 66' · Jarvis 74' · Jones 90+3' | Report |                  | Público: 10,031 Árbitro: Friend |  |

| 8 Janeiro 2011 | Brighton & Hove Albion                       | 3 – 1  | Portsmouth              | Withdean Stadium              |  |
| 15:00 GMT      | Wood 26' · Barnes 45' (pen.) · Sandaza 90+1' | Report | Kilbey 88' · Kitson 14' | Público: 7,792 Árbitro: Scott |  |

| 8 Janeiro 2011 | Huddersfield Town       | 2 – 0  | Dover Athletic | Galpharm Stadium              |  |
| 15:00 GMT      | Arfield 7' · Roberts 8' | Report |                | Público: 7,894 Árbitro: Bates |  |

| 8 Janeiro 2011 | West Ham United               | 2 – 0  | Barnsley | Boleyn Ground                      |  |
| 15:00 GMT      | Spector 29' · Piquionne 90+4' | Report |          | Público: 32,159 Árbitro: Swarbrick |  |

| 8 Janeiro 2011 | Reading  | 1 – 0  | West Bromwich Albion | Madejski Stadium              |  |
| 15:00 GMT      | Long 41' | Report | Olsson 60'           | Público: 13,005 Árbitro: Moss |  |

| 8 Janeiro 2011 | Arsenal             | 1 – 1  | Leeds United         | Emirates Stadium              |  |
| 12:45 GMT      | Fàbregas 90' (pen.) | Report | Snodgrass 54' (pen.) | Público: 59,520 Árbitro: Dowd |  |

| 19 Janeiro 2011 Replay | Leeds United | 1 – 3  | Arsenal                               | Elland Road                   |  |
| 20:00 GMT              | Johnson 37'  | Report | Nasri 5' · Sagna 35' · van Persie 76' | Público: 38,232 Árbitro: Dean |  |

| 8 Janeiro 2011 | Sheffield United | 1 – 3  | Aston Villa                                                   | Bramall Lane                   |  |
| 15:00 GMT      | Ward 48' (pen.)  | Report | Walker 9' · Albrighton 33' · Petrov 90+3' · A. Young 62', 77' | Público: 16,888 Árbitro: Jones |  |

| 9 Janeiro 2011 | Leicester City      | 2 – 2  | Manchester City        | Walkers Stadium               |  |
| 16:00 GMT      | Bamba 1' · King 64' | Report | Milner 23' · Tevez 45' | Público: 31,200 Árbitro: Dean |  |

| 18 Janeiro 2011 Replay | Manchester City                                       | 4 – 2  | Leicester City                  | City of Manchester Stadium      |  |
| 19:45 GMT              | Tévez 15' · Vieira 37' · A. Johnson 38' · Kolarov 90' | Report | Gallagher 19' (pen.) · Dyer 83' | Público: 27,755 Árbitro: Halsey |  |

| 8 Janeiro 2011 | Bolton Wanderers          | 2 – 0  | York City | Reebok Stadium                |  |
| 15:00 GMT      | Davies 83' · Elmander 89' | Report |           | Público: 13,120 Árbitro: Hill |  |

| 8 Janeiro 2011 | Blackburn Rovers | 1 – 0  | Queens Park Rangers | Ewood Park                      |  |
| 15:00 GMT      | Hoilett 77'      | Report |                     | Público: 10,284 Árbitro: Walton |  |

| 8 Janeiro 2011 | Swansea City                                            | 4 – 0  | Colchester United | Liberty Stadium                    |  |
| 15:00 GMT      | Monk 25' · Pratley 35' · van der Gun 68' · Sinclair 82' | Report |                   | Público: 7,005 Árbitro: Shoebridge |  |

| 8 Janeiro 2011 | Stevenage                                         | 3 – 1  | Newcastle United         | Broadhall Way                    |  |
| 17:30 GMT      | Williamson 50' (o.g.) · Bostwick 55' · Winn 90+3' | Report | Barton 90+2' · Tioté 70' | Público: 6,644 Árbitro: Marriner |  |

| 8 Janeiro 2011 | Burton Albion      | 2 – 1  | Middlesbrough | Pirelli Stadium                |  |
| 15:00 GMT      | Harrad 82 ', 90+4' | Report | O'Neil 58'    | Público: 5,236 Árbitro: Tanner |  |

| 8 Janeiro 2011 | Millwall        | 1 – 4  | Birmingham City                                | The Den                         |  |
| 15:00 GMT      | Schofield 90+1' | Report | Derbyshire 17 ', 45' · Murphy 27' · Jerome 72' | Público: 9,841 Árbitro: Probert |  |

| 8 Janeiro 2011 | Southampton                | 2 – 0  | Blackpool | St Mary's Stadium                       |  |
| 15:00 GMT      | Barnard 53' · do Prado 88' | Report |           | Público: 21,464 Árbitro: Danny McDermid |  |

| 8 Janeiro 2011 | Watford                                      | 4 – 1  | Hartlepool United | Vicarage Road                 |  |
| 15:00 GMT      | Mingoia 66' · Sordell 68 ', 82' · Graham 90' | Report | Sweeney 45'       | Público: 8,950 Árbitro: Booth |  |

| 9 Janeiro 2011 | Chelsea                                                                               | 7 – 0  | Ipswich Town | Stamford Bridge                 |  |
| 15:00 GMT      | Kalou 33' · Sturridge 33 ', 52' · Edwards 41' (o.g.) · Anelka 49' · Lampard 78 ', 79' | Report |              | Público: 41,654 Árbitro: D'Urso |  |

| 8 Janeiro 2011 | Sunderland      | 1 – 2  | Notts County             | Stadium of Light                 |  |
| 15:00 GMT      | Bent 81' (pen.) | Report | Westcarr 5' · Hughes 75' | Público: 17,582 Árbitro: Attwell |  |

| 8 Janeiro 2011 | Scunthorpe United | 1 – 5  | Everton                                                          | Glanford Park                  |  |
| 15:00 GMT      | Collins 46'       | Report | Saha 4' · Beckford 33' · Coleman 58' · Fellaini 73' · Baines 83' | Público: 7,028 Árbitro: Friend |  |

| 9 Janeiro 2011 | Manchester United | 1 – 0  | Liverpool   | Old Trafford                  |  |
| 13:30 GMT      | Giggs 1' (pen.)   | Report | Gerrard 32' | Público: 74,727 Árbitro: Webb |  |

| 8 Janeiro 2011 | Hull City        | 2 – 3  | Wigan Athletic                  | KC Stadium                           |  |
| 15:00 GMT      | Barmby 74 ', 89' | Report | Diamé 21 ', 77' · McManaman 56' | Público: 10,433 Árbitro: Clattenburg |  |

| 8 Janeiro 2011 | Stoke City | 1 – 1  | Cardiff City | Britannia Stadium               |  |
| 15:00 GMT      | Tuncay 45' | Report | Chopra 8'    | Público: 18,629 Árbitro: Halsey |  |

| 18 Janeiro 2011 Replay | Cardiff City | 0 – 2 (a.e.t.) | Stoke City         | Cardiff City Stadium            |  |
| 19:45 GMT              |              | Report         | Walters 92 ', 115' | Público: 13,671 Árbitro: Walton |  |

| 9 Janeiro 2011 | Tottenham Hotspur              | 3 – 0  | Charlton Athletic | White Hart Lane                 |  |
| 13:30 GMT      | Townsend 49' · Defoe 58 ', 60' | Report |                   | Público: 35,698 Árbitro: Oliver |  |

| 8 Janeiro 2011 | Preston North End | 1 – 2  | Nottingham Forest           | Deepdale                         |  |
| 15:00 GMT      | Carter 35'        | Report | Anderson 50' · Chambers 89' | Público: 9,636 Árbitro: Crossley |  |

| 8 Janeiro 2011 | Norwich City | 0 – 1  | Leyton Orient | Carrow Road                         |  |
| 15:00 GMT      |              | Report | Smith 20'     | Público: 18,087 Árbitro: Whitestone |  |

| 8 Janeiro 2011 | Torquay United | 1 – 0  | Carlisle United | Plainmoor                          |  |
| 15:00 GMT      | O'Kane 6'      | Report |                 | Público: 3,005 Árbitro: Phil Gibbs |  |

| 10 Janeiro 2011 | Crawley Town                  | 2 – 1  | Derby County | Broadfield Stadium              |  |
| 20:00 GMT       | McAllister 30' · Torres 90+1' | Report | Addison 63'  | Público: 4,145 Árbitro: Haywood |  |

| 11 Janeiro 2011 | Wycombe Wanderers | 0 – 1  | Hereford United | Adams Park                             |  |
| 19:45 GMT       |                   | Report | Manset 32'      | Público: 2,353 Árbitro: Danny McDermid |  |

## 4º Fase
| 29 Janeiro 2011 | Torquay United | 0 – 1  | Crawley Town | Plainmoor, Torquay                     |  |
| 15:00 GMT       |                | Report | Tubbs 39'    | Público: 5,065 Árbitro: Darren Deadman |  |

| 29 Janeiro 2011 | Watford | 0 – 1  | Brighton & Hove Albion | Vicarage Road, Watford                  |  |
| 15:00 GMT       |         | Report | Barnes 16'             | Público: 14,519 Árbitro: Eddie Ilderton |  |

| 29 Janeiro 2011 | Bolton Wanderers | 0 – 0  | Wigan Athletic | Reebok Stadium, Bolton                  |  |
| 15:00 GMT       |                  | Report |                | Público: 14,950 Árbitro: Andre Marriner |  |

| 16 Fevereiro 2011 Replay | Wigan Athletic | 0 – 1       | Bolton Wanderers | DW Stadium, Wigan                      |  |
| 19:45 GMT                |                | (Relatório) | Klasnić 66'      | Público: 7,515 Árbitro: Michael Oliver |  |

| 30 Janeiro 2011 | Arsenal                                                    | 2 – 1  | Huddersfield Town | Emirates Stadium, Londres                 |  |
| 12:00 GMT       | P. Clarke 22' (o.g.) · Squillaci 42' · Fàbregas 86' (pen.) | Report | A. Lee 66'        | Público: 59,375 Árbitro: Mark Clattenburg |  |

| 30 Janeiro 2011 | Fulham                                                        | 4 – 0  | Tottenham Hotspur | Craven Cottage, Londres            |  |
| 16:30 GMT       | Murphy 11' (pen.), 14' (pen.) · Hangeland 23' · Dembélé 45+3' | Report | Dawson 13'        | Público: 21,829 Árbitro: Phil Dowd |  |

| 29 Janeiro 2011 | Everton  | 1 – 1  | Chelsea   | Goodison Park, Liverpool             |  |
| 12:30 GMT       | Saha 62' | Report | Kalou 75' | Público: 28,376 Árbitro: Howard Webb |  |

| 19 Fevereiro 2011 Replay          | Chelsea      | 1 – 1 (a.e.t.) (3 – 4 pen.)             | Everton     | Stamford Bridge, Londres           |  |
| 12:30 GMT                         | Lampard 104' | Report                                  | Baines 119' | Público: 41,113 Árbitro: Phil Dowd |  |
|                                   |              | Penalidades                             |             |                                    |  |
| Lampard Drogba Anelka Essien Cole |              | Baines Jagielka Arteta Heitinga Neville |             |                                    |  |

| 29 Janeiro 2011 | Southampton | 1 – 2  | Manchester United        | St Mary's Stadium, Southampton           |  |
| 17:15 GMT       | Chaplow 45' | Report | Owen 65' · Hernández 75' | Público: 28,792 Árbitro: Martin Atkinson |  |

| 29 Janeiro 2011 | Swansea City    | 1 – 2  | Leyton Orient               | Liberty Stadium, Swansea               |  |
| 12:50 GMT       | van der Gun 45' | Report | Smith 35' · Tate 88' (o.g.) | Público: 6,281 Árbitro: Stuart Attwell |  |

| 29 Janeiro 2011 | Burnley                         | 3 – 1  | Burton Albion   | Turf Moor, Burnley                |  |
| 15:00 GMT       | Eagles 29 ', 70' · Paterson 94' | Report | Calvin Zola 80' | Público: 11,664 Árbitro: Jon Moss |  |

| 29 Janeiro 2011 | Birmingham City                          | 3 – 2  | Coventry City       | St. Andrews, Birmingham            |  |
| 15:00 GMT       | Bentley 35' · Parnaby 67' · Phillips 73' | Report | King 11' · Wood 26' | Público: 16,669 Árbitro: Mike Dean |  |

| 29 Janeiro 2011 | Stevenage   | 1 – 2  | Reading                    | Broadhall Way, Stevenage            |  |
| 15:00 GMT       | Charles 72' | Report | Leigertwood 23' · Long 87' | Público: 6,614 Árbitro: Andy Taylor |  |

| 29 Janeiro 2011 | Aston Villa                            | 3 – 1  | Blackburn Rovers | Villa Park, Birmingham               |  |
| 13:00 GMT       | Clark 11' · Pirès 35' · Delfouneso 42' | Report | Kalinić 18'      | Público: 26,067 Árbitro: Lee Probert |  |

| 29 Janeiro 2011 | Sheffield Wednesday                           | 4 – 1 | Hereford United | Hillsborough, Sheffield               |  |
| 15:00 GMT       | Potter 15' · Morrison 69 ', 79' · Johnson 77' |       | Fleetwood 9'    | Público: 16,578 Árbitro: Steve Tanner |  |

| 30 Janeiro 2011 | West Ham United              | 3 – 2  | Nottingham Forest            | Upton Park, Londres                     |  |
| 14:00 GMT       | Obinna 4 ', 42 ', 52' (pen.) | Report | Adebola 18' · McGoldrick 40' | Público: 29,287 Árbitro: Michael Oliver |  |

| 30 Janeiro 2011 | Wolverhampton Wanderers | 0 – 1  | Stoke City | Molineux, Wolverhampton             |  |
| 13:00 GMT       |                         | Report | Huth 81'   | Público: 11,967 Árbitro: Mike Jones |  |

| 30 Janeiro 2011 | Notts County | 1 – 1  | Manchester City | Meadow Lane, Nottingham            |  |
| 14:00 GMT       | Bishop 59'   | Report | Džeko 80'       | Público: 16,587 Árbitro: Chris Foy |  |

| 20 Fevereiro 2011 Replay | Manchester City                                         | 5 – 0  | Notts County | City of Manchester Stadium, Manchester |  |
| 14:00 GMT                | Vieira 37 ', 58' · Tévez 84' · Džeko 89' · Richards 90' | Report |              | Público: 27,276 Árbitro: Mike Jones    |  |

## 5º Fase
| 21 Fevereiro 2011 | West Ham United                                         | 5 – 1  | Burnley       | Upton Park, Londres                      |  |
| 20:00 GMT         | Hitzlsperger 23' · Cole 48', 50' · Reid 59' · Sears 90' | Report | Rodriguez 71' | Público: 24,488 Árbitro: Martin Atkinson |  |

| 2 Março 2011 | Manchester City                         | 3 – 0  | Aston Villa | City of Manchester Stadium, Manchester    |  |
| 19:45 GMT    | Y. Touré 5' · Balotelli 25' · Silva 70' | Report |             | Público: 25,570 Árbitro: Mark Clattenburg |  |

| 19 Fevereiro 2011 | Stoke City                              | 3 – 0  | Brighton & Hove Albion | Britannia Stadium, Stoke-on-Trent    |  |
| 15:00 GMT         | Carew 14' · Walters 22' · Shawcross 43' | Report |                        | Público: 21,312 Árbitro: Howard Webb |  |

| 19 Fevereiro 2011 | Birmingham City                          | 3 – 0  | Sheffield Wednesday | St. Andrews, Birmingham                 |  |
| 15:00 GMT         | Beausejour 6' · Martins 17' · Murphy 53' | Report |                     | Público: 14,607 Árbitro: Anthony Taylor |  |

| 20 Fevereiro 2011 | Leyton Orient | 1 – 1  | Arsenal     | Brisbane Road, Londres               |  |
| 16:30 GMT         | Téhoué 89'    | Report | Rosický 53' | Público: 9,136 Árbitro: Kevin Friend |  |

| 2 Março 2011 Replay | Arsenal                                                   | 5 – 0  | Leyton Orient | Emirates Stadium, Londres          |  |
| 19:45 GMT           | Chamakh 7' · Bendtner 30 ', 43 ', 62' (pen.) · Clichy 75' | Report |               | Público: 59,361 Árbitro: Lee Mason |  |

| 1 Março 2011 | Everton | 0 – 1  | Reading   | Goodison Park, Liverpool                |  |
| 19:30 GMT    |         | Report | Mills 26' | Público: 29,976 Árbitro: Andre Marriner |  |

| 19 Fevereiro 2011 | Manchester United | 1 – 0  | Crawley Town | Old Trafford, Manchester             |  |
| 17:15 GMT         | Brown 28'         | Report |              | Público: 74,778 Árbitro: Lee Probert |  |

| 20 Fevereiro 2011 | Fulham | 0 – 1  | Bolton Wanderers | Craven Cottage, Londres                 |  |
| 15:00 GMT         |        | Report | Klasnić 19'      | Público: 19,571 Árbitro: Stuart Attwell |  |

## 6º fase
| 12 Março 2011 | Birmingham City           | 2 – 3  | Bolton Wanderers                              | St. Andrews, Birmingham            |  |
| 12:45 GMT     | Jerome 38' · Phillips 80' | Report | Elmander 21' · K. Davies 66' (pen.) · Lee 90' | Público: 23,699 Árbitro: Phil Dowd |  |

| 12 Março 2011 | Manchester United      | 2 – 0  | Arsenal | Old Trafford, Manchester           |  |
| 17:15 GMT     | Fábio 28' · Rooney 49' | Report |         | Público: 74,693 Árbitro: Chris Foy |  |

| 13 Março 2011 | Stoke City                  | 2 – 1  | West Ham United | Britannia Stadium, Stoke-on-Trent   |  |
| 14:00 GMT     | Huth 12' · Higginbotham 63' | Report | Piquionne 30'   | Público: 24,550 Árbitro: Mike Jones |  |

| 13 Março 2011 | Manchester City | 1 – 0  | Reading | City of Manchester Stadium, Manchester |  |
| 16:45 GMT     | Richards 74'    | Report |         | Público: 41,150 Árbitro: Lee Probert   |  |

## Semi-finais
| 16 Abril 2011 | Manchester City | 1 – 0  | Manchester United | Wembley Stadium, Londres           |  |
| 17:15 BST     | Y. Touré 52'    | Report | Scholes 72'       | Público: 86,549 Árbitro: Mike Dean |  |

| 17 Abril 2011 | Bolton Wanderers | 0 – 5  | Stoke City                                                | Wembley Stadium, Londres             |  |
| 16:00 BST     |                  | Report | Etherington 11' · Huth 17' · Jones 30' · Walters 68', 81' | Público: 75,064 Árbitro: Howard Webb |  |

## Final
| 14 Maio 2011 | Manchester City | 1 – 0     | Stoke City | Wembley Stadium, Londres                                  |
| 15:00 BST    | Y. Touré 74'    | Relatório |            | Público: 88,643 Árbitro: Martin Atkinson (West Yorkshire) |

## Premiação
| Campeão da Copa da Inglaterra de 2010–11 |
| Inglaterra                               |
| ---------------------------------------- |
| Manchester City Campeão (5º título)      |